# O Rei da Boca
O Rei da Boca é um filme brasileiro de 1982, com direção de Clery Cunha.

## Sinopse
O filme conta a ascensão de Pedro Cipriano da Silva (Pedrão), que nasceu na roça, depois foi ao garimpo, quando ali ele é torturado após o desaparecimento de uma pepita de ouro, matando depois o alcaguete. Vai para São Paulo, ascendendo no crime, até tornar-se o "Rei da Boca" (a Boca do Lixo, hoje conhecida por Cracolândia).

## Elenco
- Roberto Bonfim… Pedrão
- Dalileia Ayala
- Enoque Batista
- Bentinho
- Zaira Bueno
- Wilza Carla
- Genésio de Carvalho
- Nestor Alves de Lima
- J. Demerjian
- Thomas Douglas
- Paulo Farah
- Alice Faria
- Tânia Gomide
- Claudete Joubert
- Waldemar Laurentis
- Ruy Leal
- Marthus Mathias
- Zilda Mayo
- Ronaldo Medeiros
- Fábio Pimentel
- Noelle Pinne
- Mara Prado
- Tony Santos
- Itamar Silva
- Arlindo X. Souza
- Roney Wanderley